# Milan-San Remo 1909
La 3e édition de la course cycliste, Milan-San Remo a eu lieu le 4 avril 1909 et a été remportée par l'Italien Luigi Ganna. C'est le premier Italien à remporter Milan-San Remo. Sur les 104 coureurs partants, 57 ont terminé la course.

## Résumé
Les succès des coureurs étrangers dans les deux éditions précédentes ont rendu la course très populaire. Pour la première fois, plus d'une centaine de coureurs sont au départ, dont vingt Belges et Français. Le départ a lieu à Milan, juste avant six heures du matin. La course est disputée dans le froid et la pluie rend les routes non pavées d'avant-guerre très boueuses.
Luigi Ganna s'échappe sur le Passo del Turchino, avant la mi-course. Il est ensuite rejoint et lâché par Émile Georget et Giovanni Cuniolo. À Savone, Georget prend une mauvaise route - il raconte qu'un fonctionnaire lui a signalé la mauvaise direction - et est dépassé par Ganna qui se dirige en solitaire jusqu'à San Remo. À l'arrivée, Ganna, un ancien maçon, est accueilli par une foule enthousiaste et devient le premier vainqueur italien de Milan-San Remo. Georget termine deuxième à 3 minutes, Cuniolo troisième à 18 minutes. Pour la première fois, la vitesse moyenne dépasse les 30 km/h.

## Classement final
|    | Cycliste             | Pays       | Équipe                  | Temps           |
| -- | -------------------- | ---------- | ----------------------- | --------------- |
| 1  | Luigi Ganna          | Italie     | Atala-Dunlop            | 9 h 32 min 00 s |
| 2  | Émile Georget        | France     | -                       | + 3 min 00 s    |
| 3  | Giovanni Cuniolo     | Italie     | Rudge Whitworth-Pirelli | + 18 min 00 s   |
| 4  | Cyrille van Hauwaert | Belgique   | Alcyon-Dunlop           | + 18 min 00 s   |
| 5  | Giovanni Gerbi       | Italie     | Bianchi-Dunlop          | + 21 min 00 s   |
| 6  | François Faber       | Luxembourg | Alcyon-Dunlop           | + 22 min 00 s   |
| 7  | Carlo Galetti        | Italie     | Rudge Whitworth-Pirelli | + 26 min 00 s   |
| 8  | Vincenzo Borgarello  | Italie     | Peugeot-Wolber          | + 30 min 00 s   |
| 9  | Omer Beaugendre      | France     | Alcyon-Dunlop           | + 38 min 30 s   |
| 10 | Mario Pesce          | Italie     | -                       | + 43 min 30 s   |